# 孫友蓮
孫友蓮（1844年3月28日—1900年10月20日），字幼青，山東省沂州府郯城縣马头镇人，清朝官员、同進士出身。
出生于书香门第，孙锡辂长子，弟孙友萼。同治九年（1870年）庚午科举人，历任泰安、乐安、肥城等县训导。光緒二十年（1894年），参加光緒甲午科殿試，登進士三甲101名。同年五月，以主事分部学习，分户部广西司主事。不久，以母病回籍省亲，未再复出。母病故后，哀毁成疾，四十九天后逝世。